# Dick Bergström
Dick Otto Ludvig Bergström (Lidingö, 15 de fevereiro de 1886 — Estocolmo, 17 de agosto de 1952) foi um velejador sueco, medalhista olímpico. Ele competiu nos Jogos Olímpicos de Verão de 1912 na classe 12 Metre e conquistou a medalha de prata na disputa a bordo do Erna Signe com Nils Persson, Per Bergman, Kurt Bergström, Hugo Clason, Folke Johnson, Sigurd Kander, Ivan Lamby, Erik Lindqvist e Hugo Sällström.